# نسرین
نسرین ممکن است به یکی از موارد زیر اشاره داشته باشد:
- نسرین (خواننده)
- نسرین خسروی
- نسرین ستوده
- نسرین سلطان‌خواه
- نسرین معظمی
- نسرین مقانلو
- نسرین ناس
- نسرین نصرتی
- تسلیمه نسرین